# Chiese di Barcellona Pozzo di Gotto

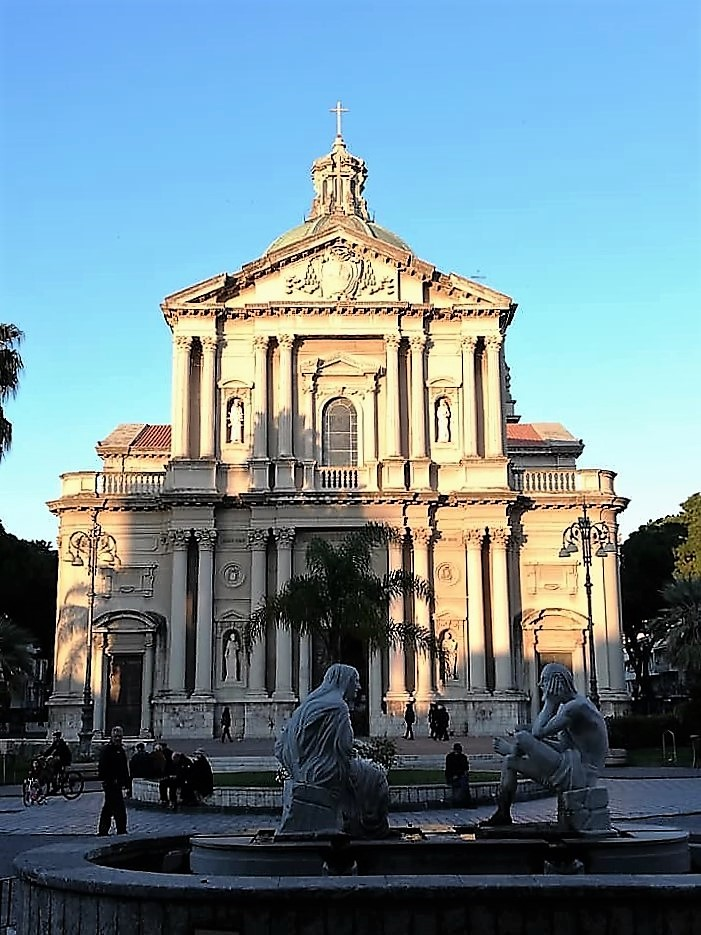
Basilica minore di San Sebastiano.

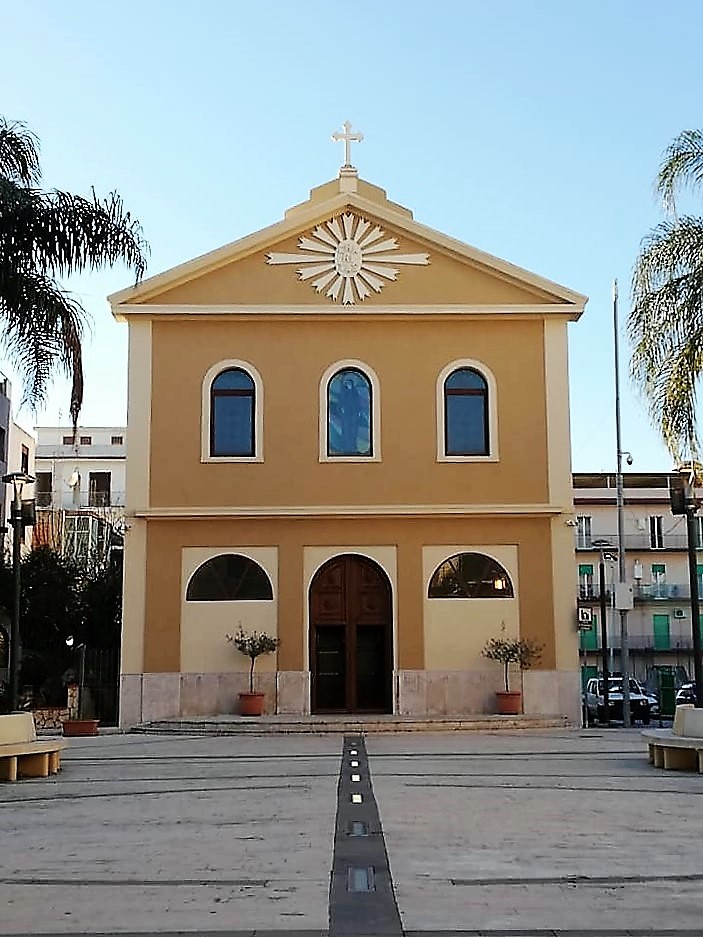
Chiesa di San Francesco di Paola.

Nella storia di Barcellona Pozzo di Gotto sono molte le chiese demolite, scomparse, dismesse e sconsacrate.
Vari eventi sismici disastrosi interessano la provincia e minano in epoche differenti il ricchissimo patrimonio storico - artistico - religioso della città:
- Terremoto della Calabria meridionale del 1783, evento documentato nel circondario e territori limitrofi;[1][2]
- Terremoto della Calabria meridionale del 1894, evento assieme all'intenso sciame sismico che si prolunga fino al
- Terremoto di Messina del 1908 provoca seri danni;
- Terremoto del Golfo di Patti del 1978 provoca danni alle strutture e agli apparati pittorici e decorativi.

## Chiese e parrocchie attuali
- Basilica minore di San Sebastiano (1936).[3]
  - Chiesa dell'Immacolata Concezione (1702), rettoria.
- Duomo di Santa Maria Assunta di Pozzo di Gotto (1620 - 1646), riedificato nel 1938.
  - Chiesa di Gesù e Maria (1623).
  - Chiesa di San Francesco d'Assisi sotto il titolo dell'Immacolata Concezione o chiesa dei Cappuccini del (1623).[3] Convento dell'Ordine dei frati minori cappuccini.
  - Oratorio Salesiano «San Michele Arcangelo».

| - Chiesa di San Giovanni Battista (1635), fondata nell'omonimo quartiere. - Chiesa di Santa Maria del Piliere, frazione Acquaficara. - Chiesa di Santa Venera del Piano, frazione Santa Venera. Ricostruzione del 1930. - Chiesa di Santa Maria della Visitazione, frazione Centineo (1955 - 1959). - Chiesa dei Santi Paolo Apostolo e Giobbe (1958), frazione Cannistrà. - Chiesa di Santa Maria e San Rocco, frazione Nasari (1300 - 1310). - Chiesa di Sant'Antonio Abate (1637). Restaurata nel 1930c. e 1960c. - Chiesa dei Santi Andrea Apostolo e Vito Martire (2004). - Cappella Ospedale «Cutroni Zodda». - Chiesa di Santa Maria di Loreto, frazione Oreto, ricostruzione. - Chiesa di Santa Maria della Trebisonda, frazione Portosalvo. Ricostruzione su primitivo tempio del 1664. - Chiesa di San Rocco, frazione Calderà. - Chiesa di Santa Maria Maggiore (1600), frazione Gala. Derivata dal monastero di Santa Maria di Gala. - Chiesa di San Francesco di Paola (1948 - 1954). - Santuario di Sant'Antonio di Padova e convento dell'Ordine dei frati minori osservanti (1622). | - Chiesa del Carmine e convento dell'Ordine dei Carmelitani (1579 - 1583). - Chiesa rettoria del Santissimo Crocifisso (1663). Sede di un'omonima confraternita. - Chiesa di Maria Santissima del Tindari e monastero dell'ordine basiliano (1776 - 1791). - Chiesa dell'Immacolata (1750). - Chiesa di San Vito (1472 - 1571). - Oratorio delle Anime del Purgatorio, presso San Vito (1472 - 1663). - Chiesa padronale di Santa Rosalia (XVIII secolo). - Chiesa dei Santi Cosma e Damiano (XVIII secolo), restaurata nel 1980c. e aggregato di religiose Clarisse mai eretto canonicamente. - Chiesa della Madonna delle Grazie, via Umberto I. - Chiesa padronale di Santa Maria delle Grazie (XVIII secolo), in contrada Acquacalda. - Chiesa di Santa Maria dell'Itria (1985), ricostruzione di luogo di culto risalente al XVII secolo. - Chiesa della Resurrezione. - Chiesa di Santa Maria del Buon Riposo. - Chiesa di Santa Maria di Fatima (1995). |

## Elenco
Elenco luoghi di culto

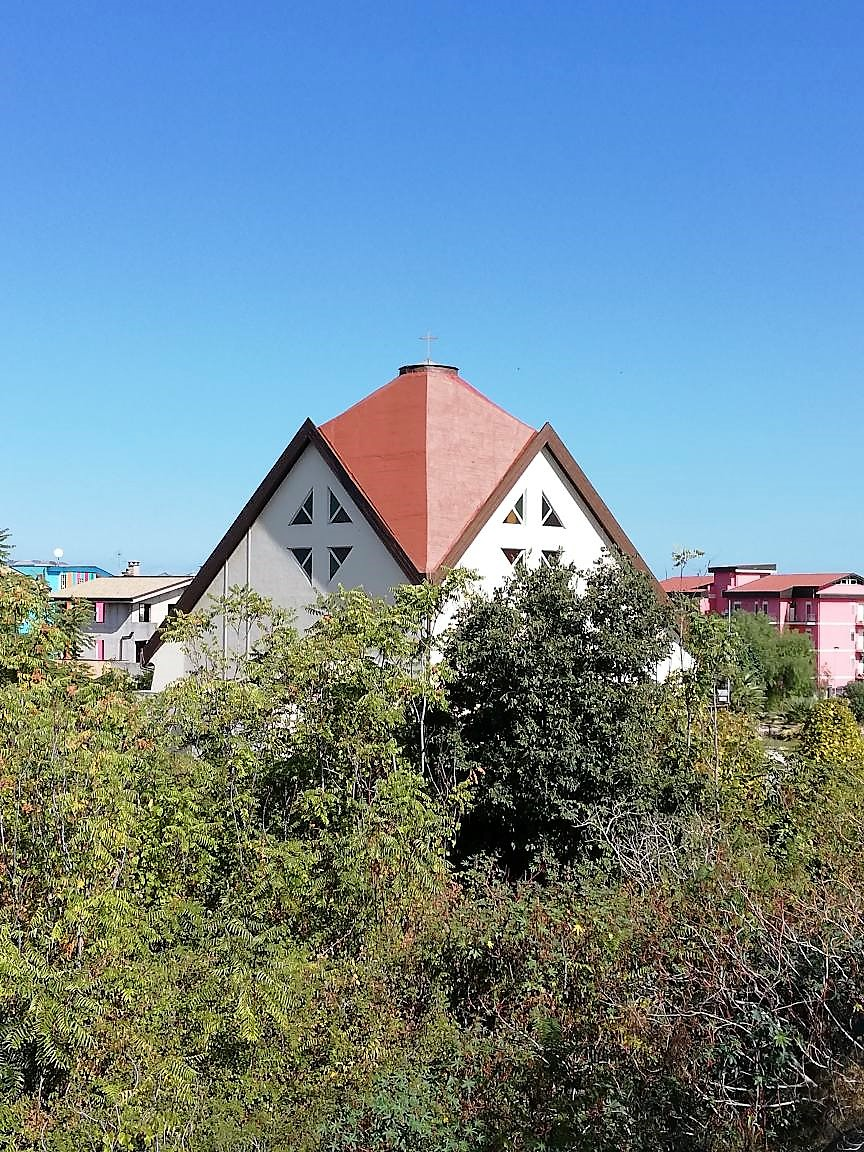
Chiesa dei Santi Andrea Apostolo e Vito Martire, esterno abside.

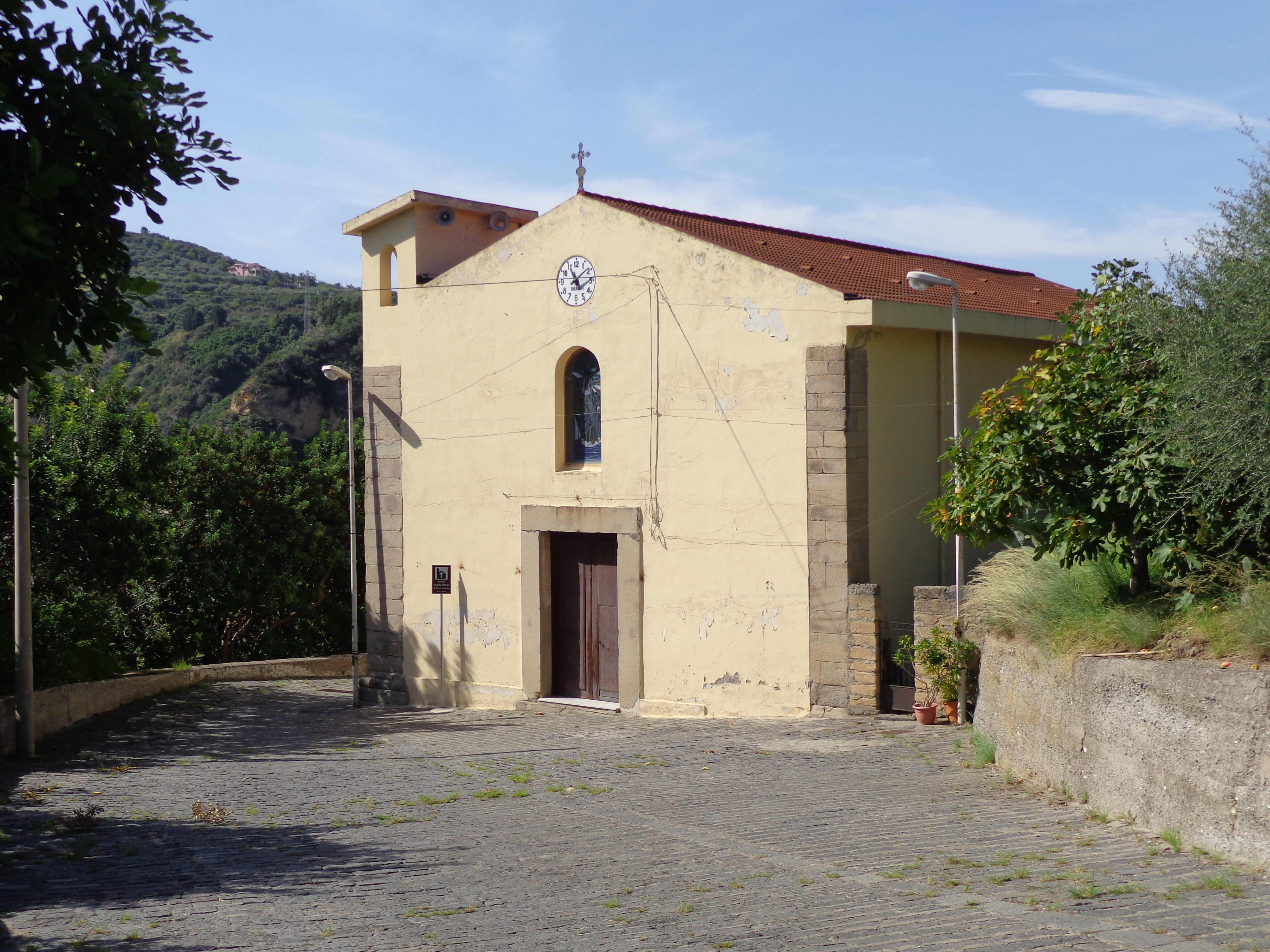
Chiesa di Santa Maria di Portosalvo, prospetto.

- Cappella della Masseria Crocifisso.
- Cappella Nunziatella, quartiere Fondaco Nuovo. Di proprietà della famiglia Spagnolio e donata alla Chiesa parrocchiale di Centineo.
- Cappella Pagliuca, località Spinesante.
- Cappella Picardi, località Cantoni.
- Cappella Silipigni, località Sant'Antonio o Ciraolo (XVIII secolo).
- Chiesa di Santa Maria della Sacra Lettera, località Cantoni, mai completata.
- Chiesa di San Giovanni Paolo II, frazione di Portosalvo.
- Chiesa di San Paolo (XVIII secolo).
- Chiesa della grotta di Santa Venera.
- Chiesa di Sant'Andrea Apostolo (XVII secolo).
- Ex chiesa di San Francesco di Paola.
- Primitiva chiesa di San Giobbe (1630c.), frazione Cannistrà.[8].

## Ruderi
Elenco luoghi di culto scomparsi o ruderi
- Chiesa di San Cataldo, frazione di Centineo.
- Chiesa dell'Immacolata di Gurafi (1680), ruderi presso la Torre.
- Chiesa di San Nicola di Gurafi.
- Chiesa di San Filippo Neri (XVII secolo), demolita nel 1936.
- Chiesa di San Giuseppe (1730), via Garibaldi. Prospetto e ruderi.
- Chiesa di San Giuseppe (XVII secolo), frazione di Acquaficara. XVII secolo Oratorio di San Giuseppe, ruderi
- Chiesa di San Paolino (1725), demolita nel 1970c. Sede Confraternita di San Paolino da Nola.
- Chiesa padronale di Santa Rosalia, sotto la giurisdizione della chiesa di San Giovanni Battista, distrutta in seguito al terremoto di Messina del 1908.
- Chiesa di San Giacomo, frazione Santa Venera, ruderi
- Chiesa di San Zaccaria, frazione Migliardo, costruzione d'epoca normanna dipendente dal monastero di Santa Maria di Gala, ruderi.
- Chiesa di Santa Maria dell'Idria di Lando, costruzione d'epoca normanna, restaurata nel XVII secolo, ruderi.

## Chiese documentate
- Antico duomo di San Sebastiano.
- Chiesa degli Agonizzanti.
- Antico duomo di Santa Maria Assunta.
- Chiesa di Santa Maria dell'Itria, luogo di culto risalente al 1622c. e demolito nel 1977.
- Primitivo cenobio di Santa Maria della Visitazione risalente all'VIII secolo e restaurato nel 1600.[9]
- Primitiva chiesa di Sant'Andrea al Serro Sant'Andrea odierno Serro del Carmine.
- Chiesa di San Gaetano, primitivo luogo di culto.
- Primitiva chiesa di Santa Maria di Loreto, Cappella del Crocifisso e Cappella dell'Annunciazione.
- Primitiva chiesa di Santa Maria della Trebisonda.
- Chiesa dedicata alla "Madonna Galaktotrophousa" ovvero "Madonna che allatta il Bambino" o Panaghia Galaktotrophousa.[10]
- Primitiva chiesa di Santa Venera del Piano (XVII secolo), edificio danneggiato da terremoto del 1908.

## Confraternite
- Confraternita di San Paolino da Nola
- 1620, Confraternita di San Filippo d'Agira fondata presso l'antico duomo di Santa Maria Assunta ove esisteva una Cappella dedicata a San Filippo d'Agira.
- 1663, Confraternita del Purgatorio fondata presso l'Oratorio delle Anime Purganti, adiacente al duomo antico di San Vito.
- 1705, Confraternita del Santissimo Crocifisso.
- 1715, Confraternita del Santissimo Sagramento fondata presso l'Oratorio delle Anime Purganti, adiacente al duomo antico di San Vito.

- Confraternita di Sant'Eusenzio sotto il titolo di «Gesù e Maria», essa ingloba la primitiva Congregazione di Gesù e Maria, sodalizio attestato presso la chiesa di Gesù e Maria.
- Confraternita delle Anime Sante del Purgatorio sotto il titolo dell'«Immacolata Concezione», sodalizio attestato presso l'Oratorio delle Anime Purganti.
- Confraternita del Santissimo Sacramento, sodalizio attestato presso l'Oratorio delle Anime Purganti.
- Confraternita di Maria Santissima Immacolata.
- Confraternita di Maria Santissima Addolorata e San Giovanni Battista, sodalizio attestato presso la chiesa di San Giovanni Battista.
- Confraternita di San Francesco d'Assisi all'Immacolata, sodalizio attestato presso la chiesa della Madonna della Concezione oggi San Francesco d'Assisi all'Immacolata o dei «Cappuccini».

## Congregazioni
- 1579c., Congregazione di Gesù e Maria attestata presso la primitiva chiesa dedicata a Sant'Andrea Apostolo nella frazione di Serro Sant'Andrea dell'antica Pozzo di Gotto, oggi chiesa del Carmine.

## Conventi
- Convento dei Carmelitani aggregato alla chiesa del Carmine.
- Convento dell'Ordine dei frati minori osservanti aggregato alla chiesa di Sant'Antonio di Padova.[3]
- Convento dell'Ordine dei frati minori cappuccini aggregato alla chiesa di San Francesco d'Assisi sotto il titolo dell'«Immacolata Concezione». Demolito.
- Convento di suore Clarisse[non chiaro] aggregato alla chiesa dei Santi Cosma e Damiano.

## Monasteri
- Monastero dell'Ordine basiliano aggregato alla primitiva chiesa di Santa Maria di Gala.
- Monastero dell'Ordine basiliano aggregato alla chiesa di Maria Santissima del Tindari.

## Oratori
- Oratorio di San Filippo Neri dei religiosi Filippini all'Itria, titolo temporaneo. In seguito Conventino restaurato nel 1921, abitato dai religiosi dell'Ordine dei frati minori di San Francesco d'Assisi.
- Oratorio «Padre Mariano Maio», chiesa di Sant'Antonio Abate.

## Ospedali
- Ospedale Cutroni Zodda
- Ospedale Cutroni Zodda, nuove strutture

## Feste
Feste documentate:
- San Sebastiano
- San Vito Martire
- San Giovanni Battista
- San Francesco di Paola
- Beata Vergine Maria del Monte Carmelo
- Santa Maria nell'accezione dell'Assunta
- Santa Maria nell'accezione di Regina di tutte le Grazie
- Santa Maria nell'accezione di Odigitria o Costantinopolitana o Santa Maria del Cammino
- Sumana Santa liturgie e riti processionali pasquali

## Santi Patroni Protettori della città di Barcellona Pozzo di Gotto
- San Sebastiano attuale patrono di Barcellona Pozzo di Gotto
- San Vito Martire patrono di Pozzo di Gotto
- Santa Maria Assunta
- San Nicola di Mira primitivo patrono di Barcellona
- San Francesco di Paola

## Galleria d'immagini

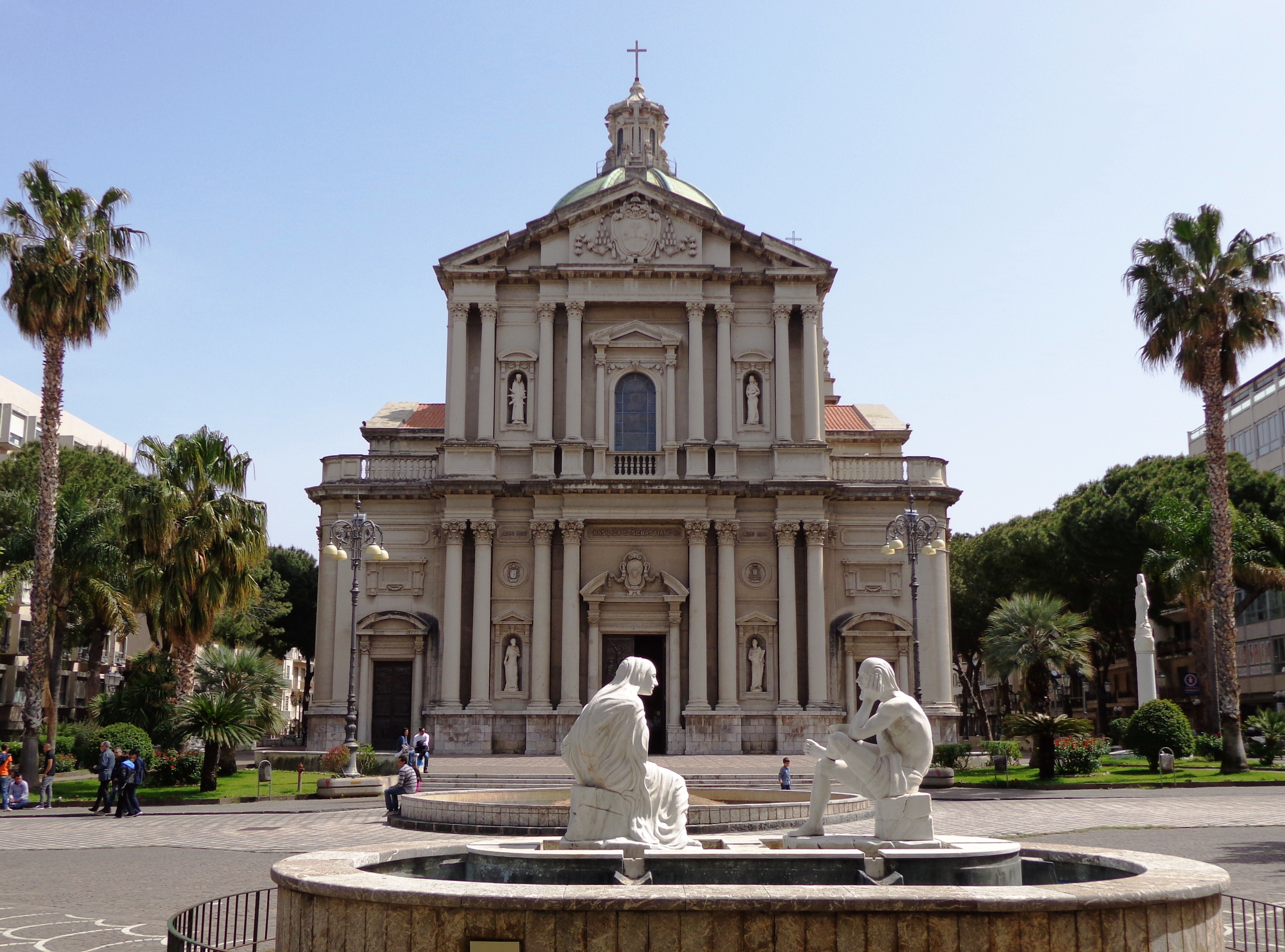
Basilica minore di San Sebastiano
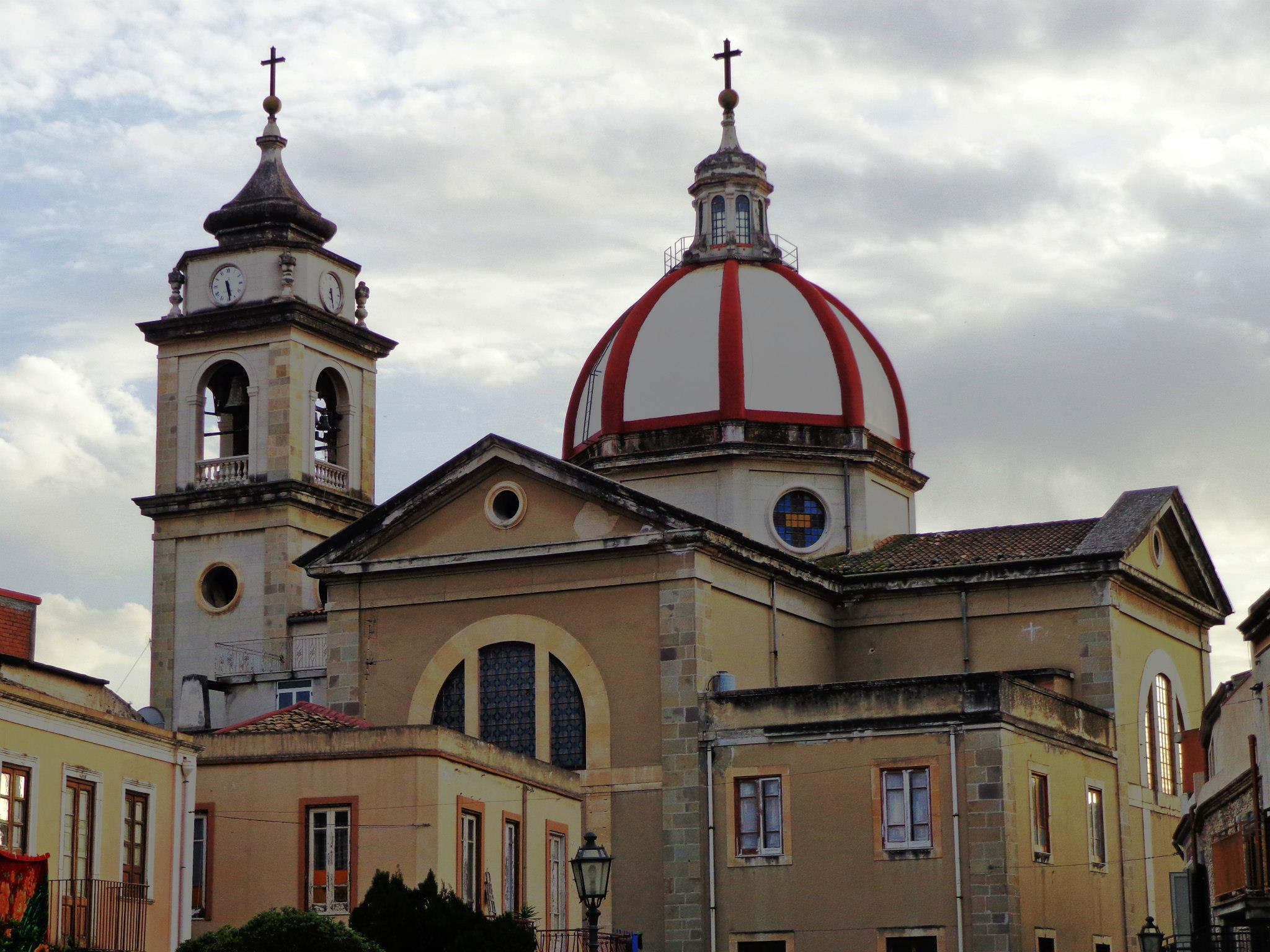
Duomo di Santa Maria Assunta
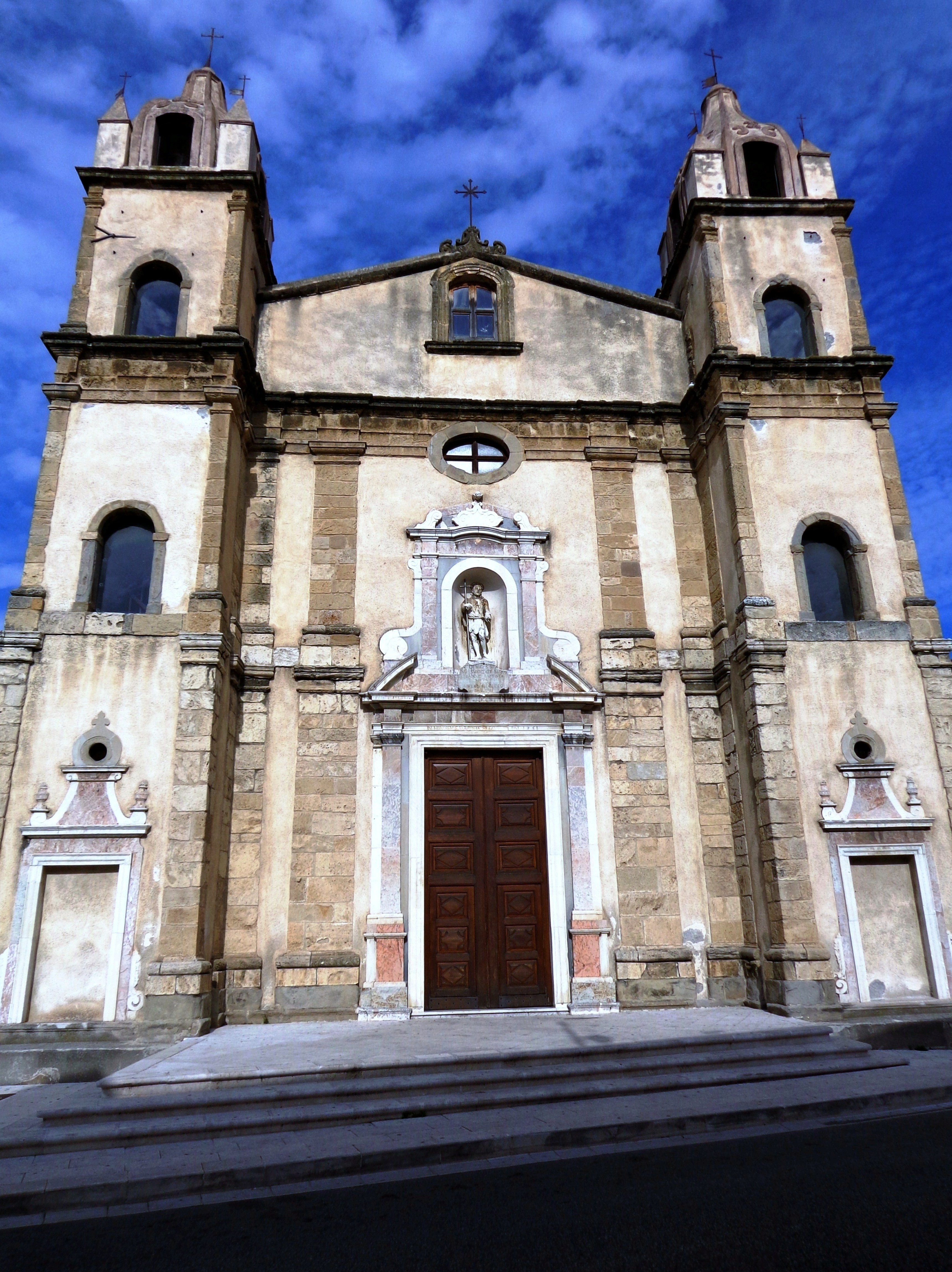
Chiesa di San Giovanni Battista
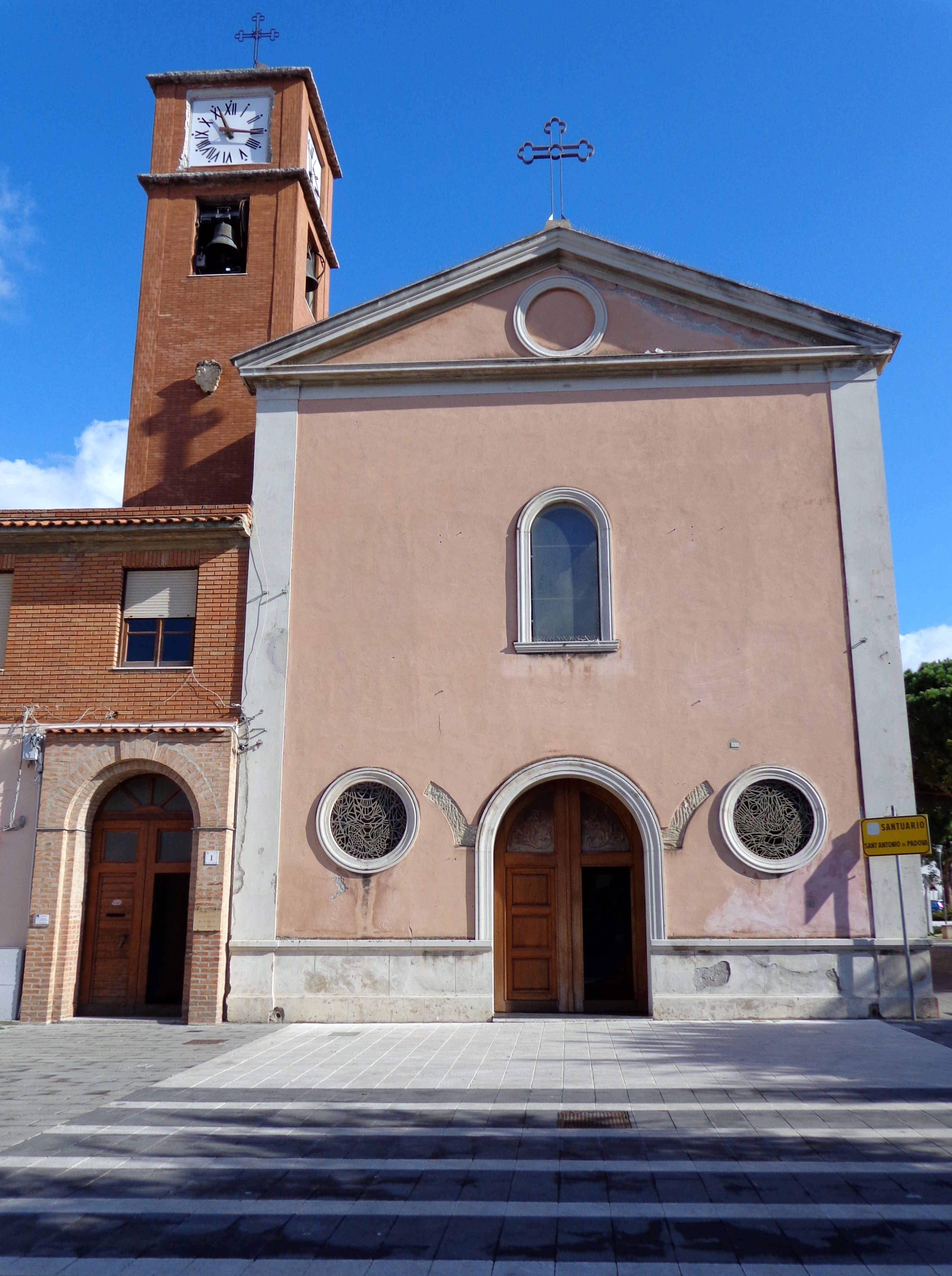
Chiesa di Sant'Antonio di Padova
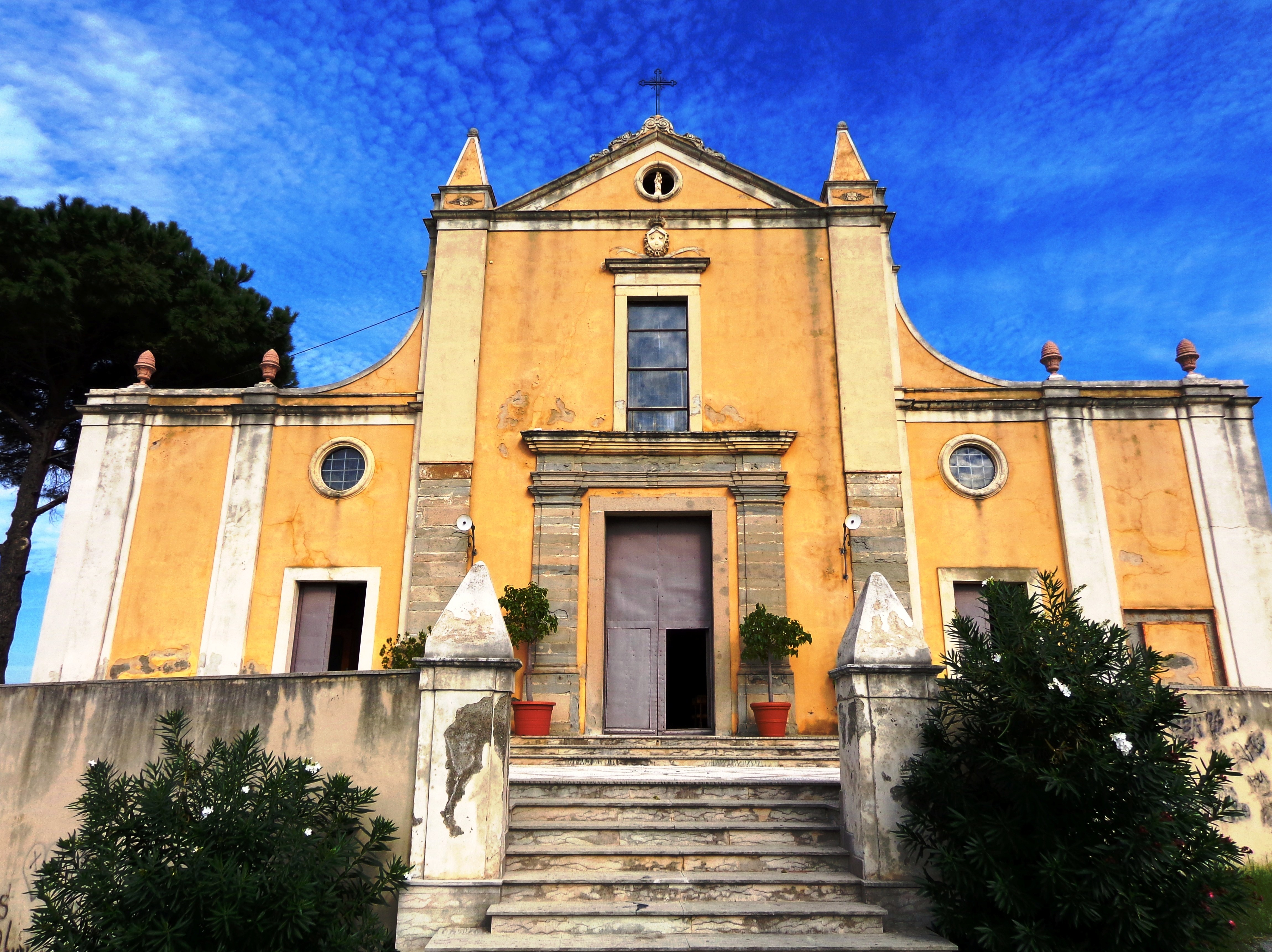
Chiesa del Carmine
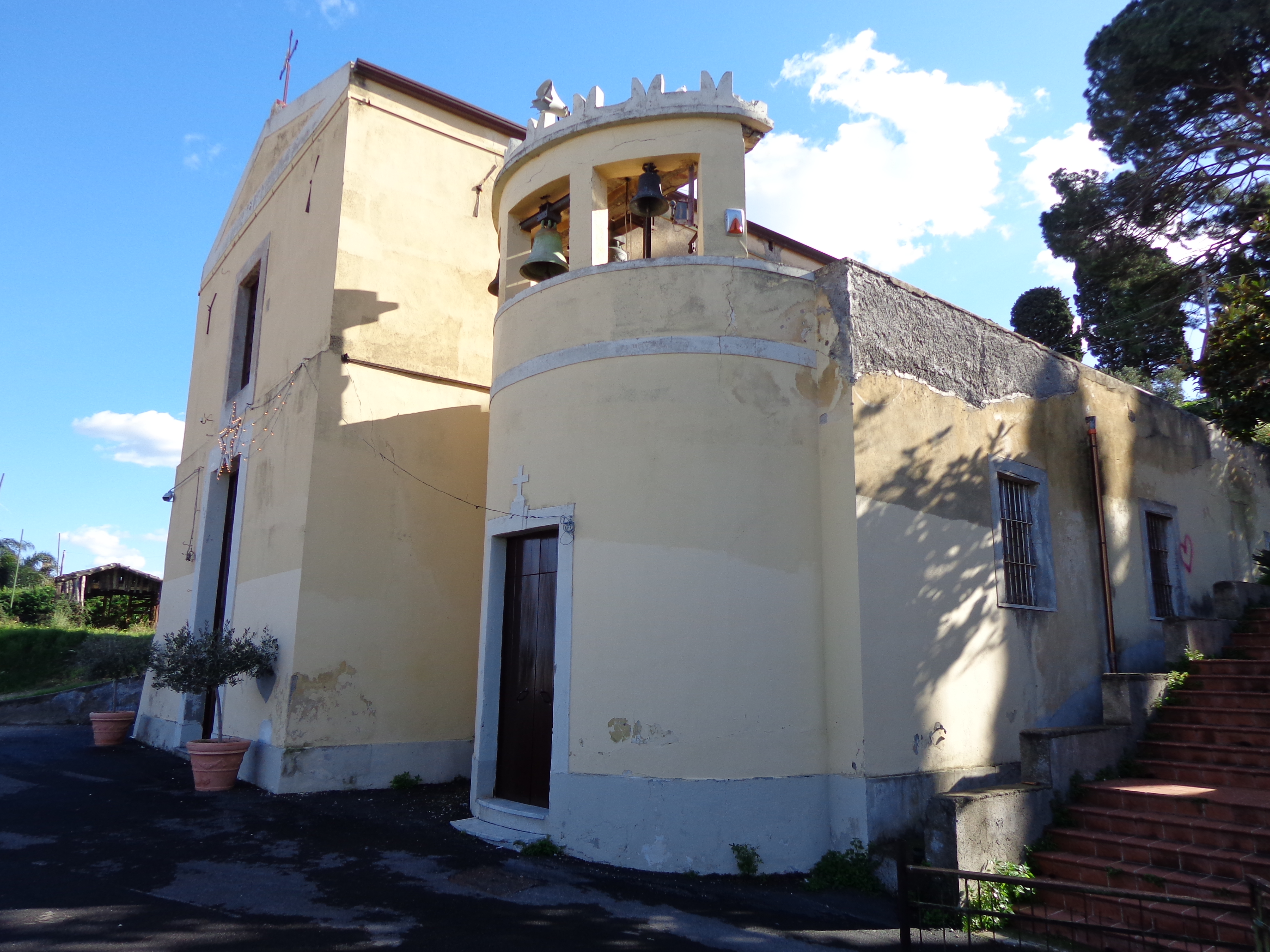
Chiesa dei Cappuccini

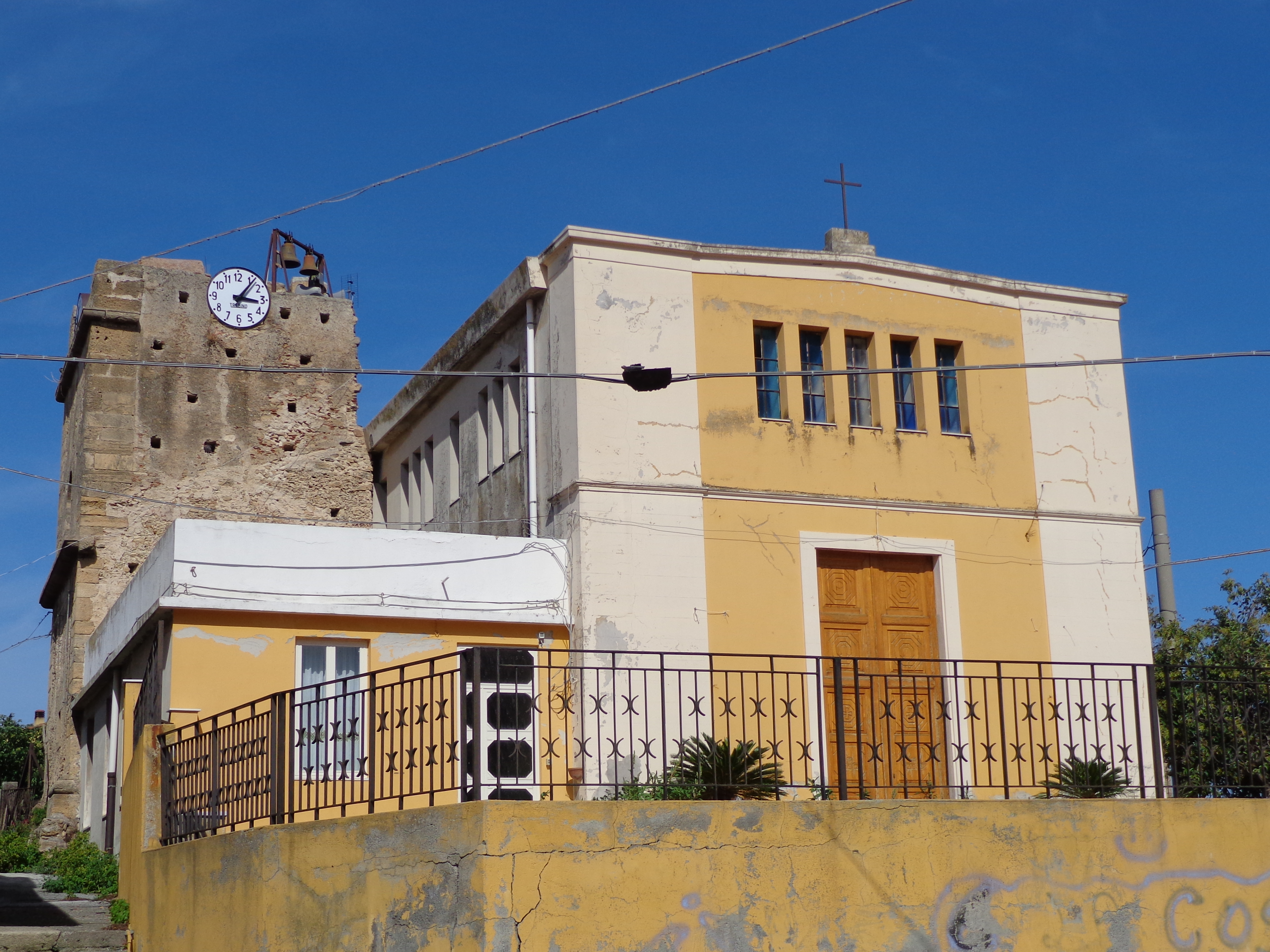
Chiesa di Santa Maria del Piliere
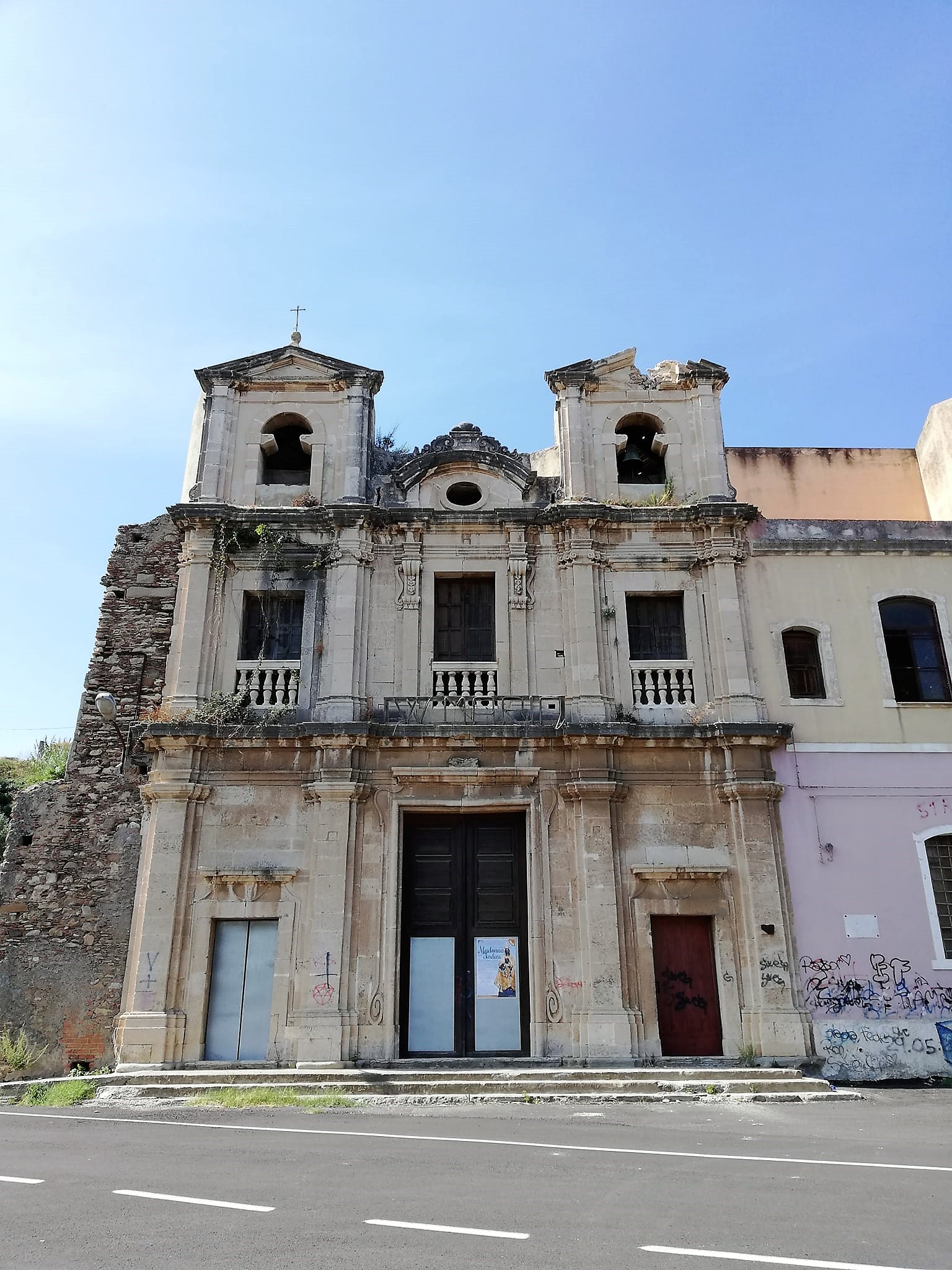
Chiesa di Santa Maria del Tindari ai Basiliani
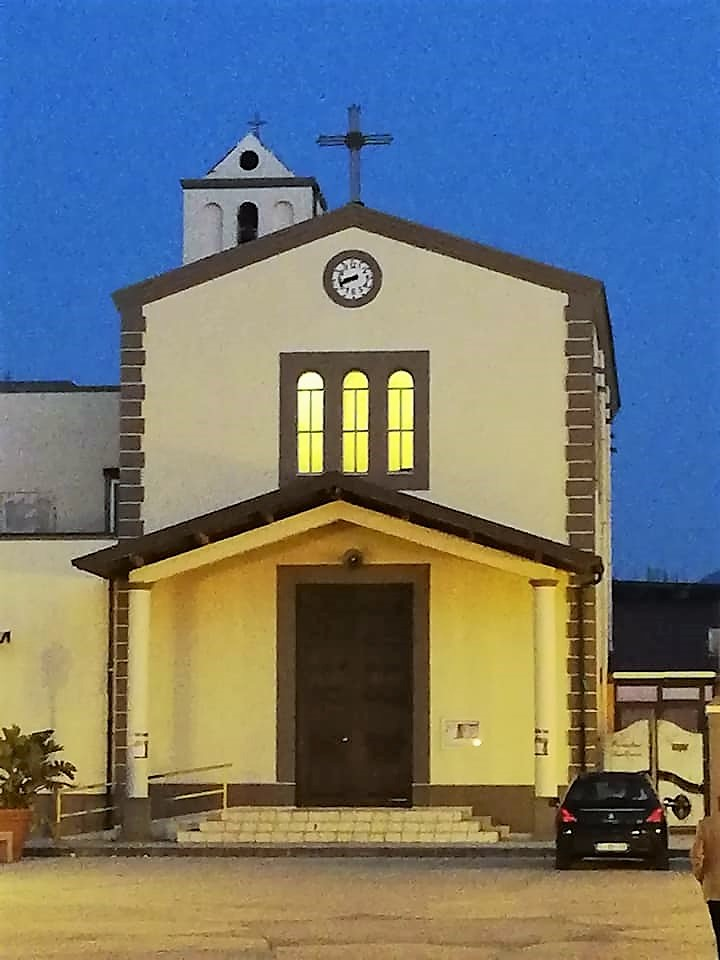
Chiesa di San Rocco Calderà
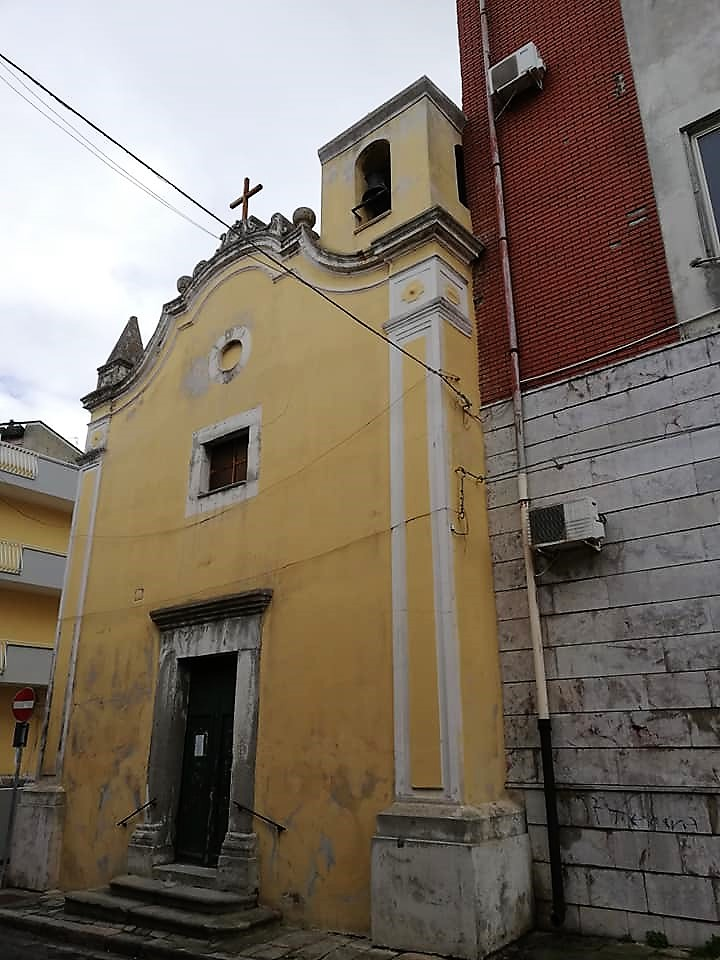
Chiesa dei Santi Cosma e Damiano
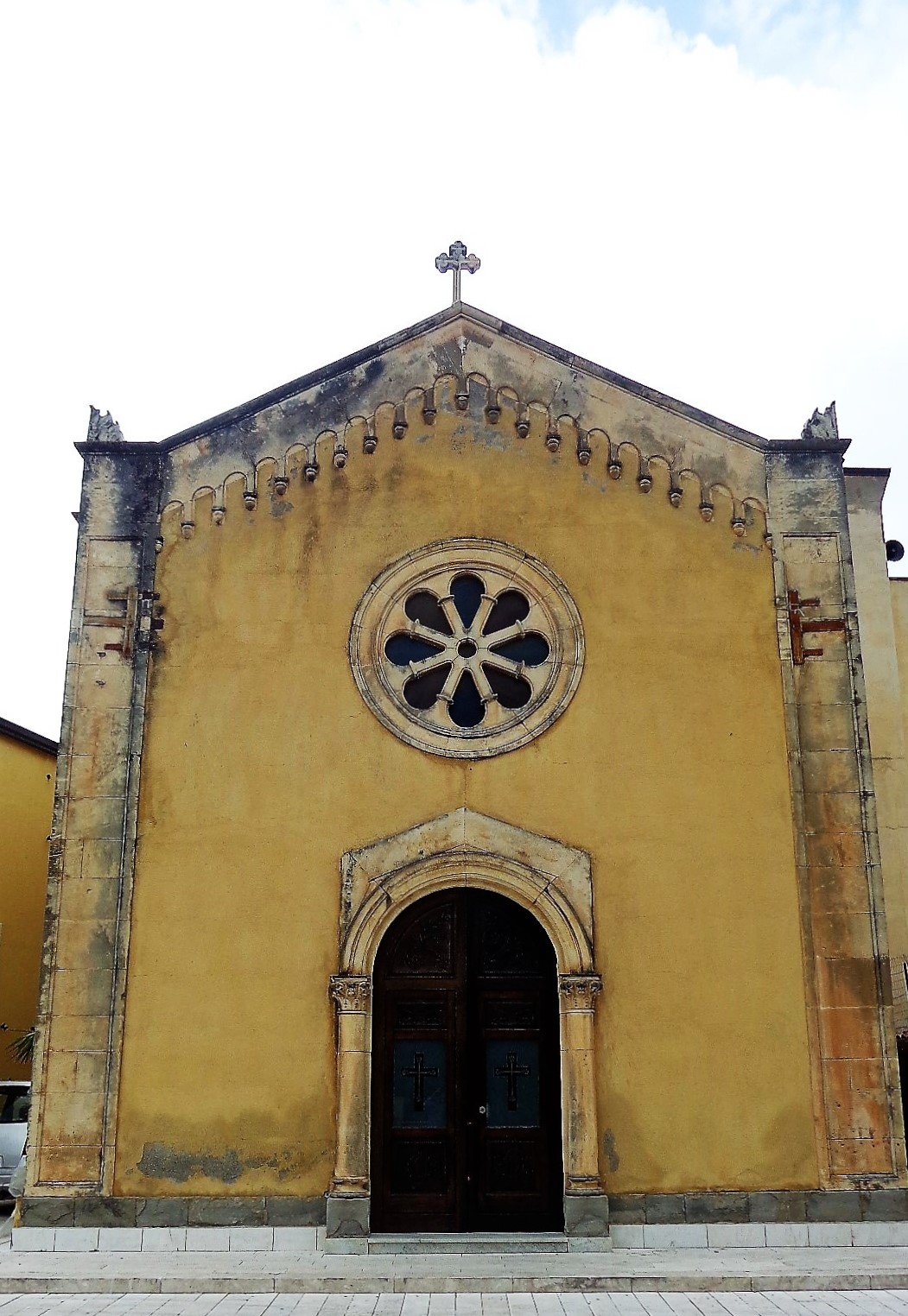
Chiesa di Sant'Antonio Abate
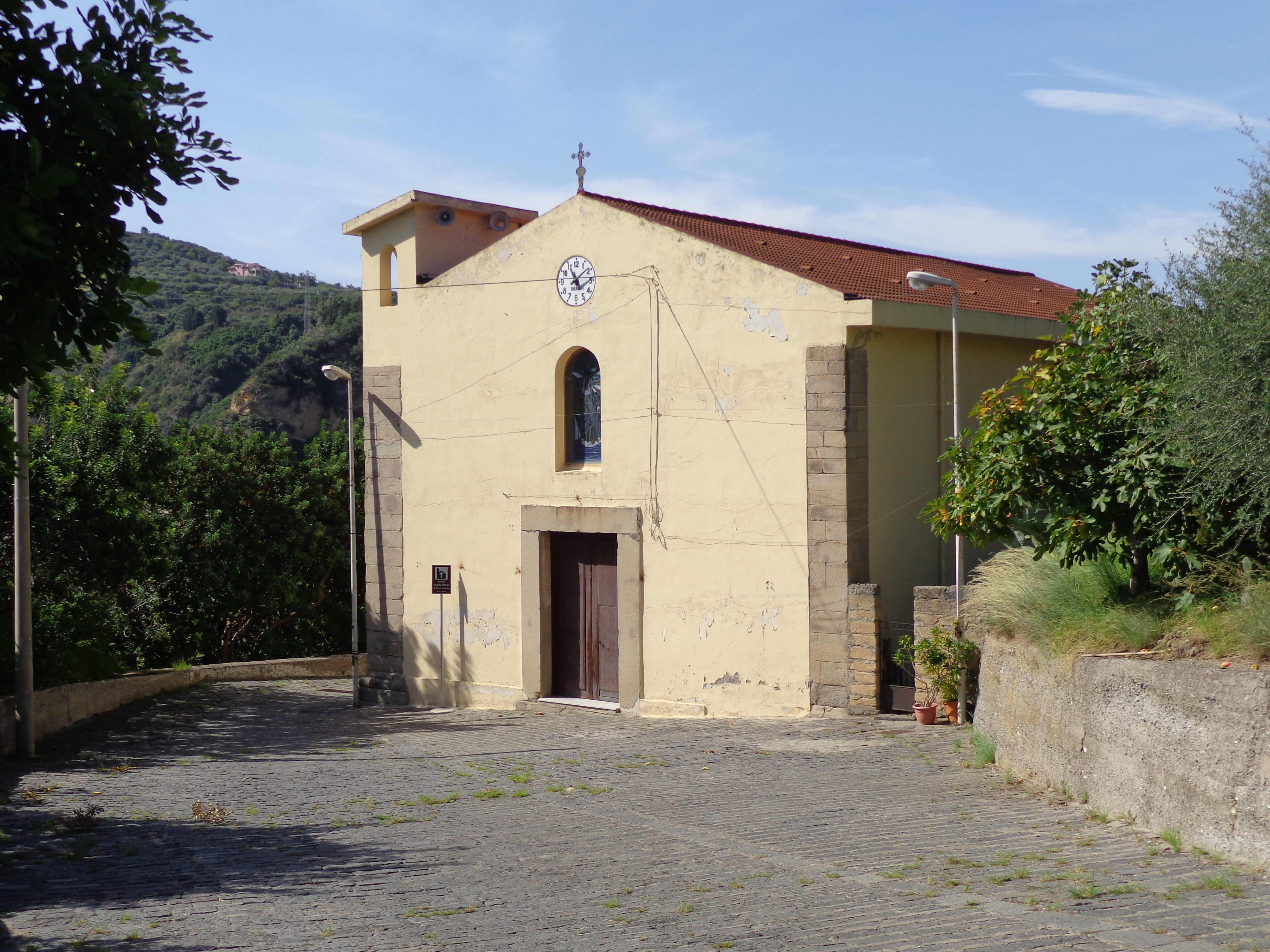
Chiesa di Santa Maria della Trebisonda

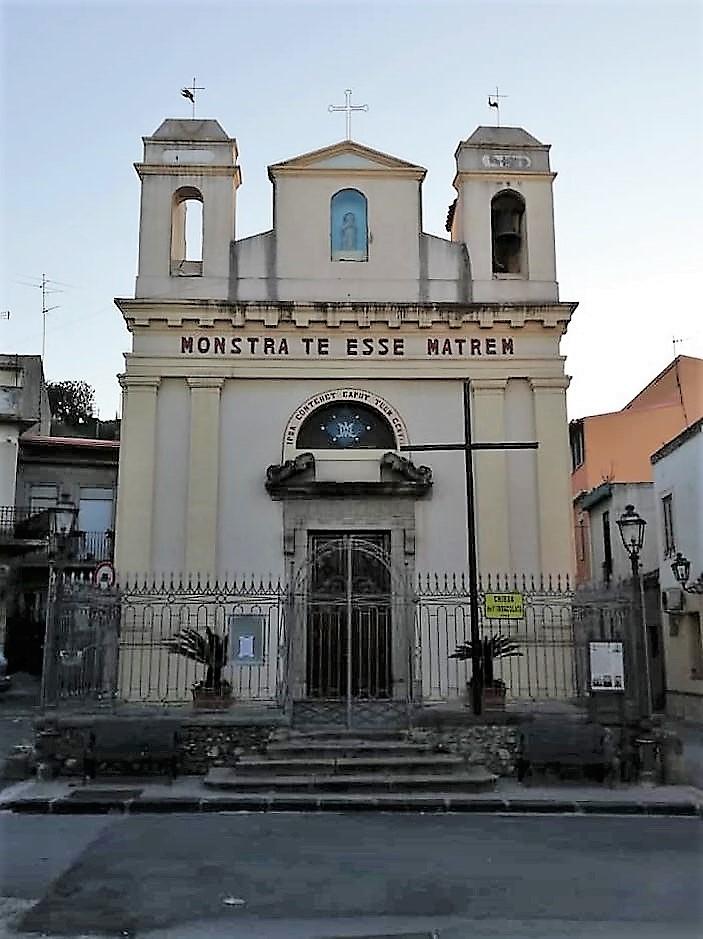
Chiesa dell'Immacolata Concezione
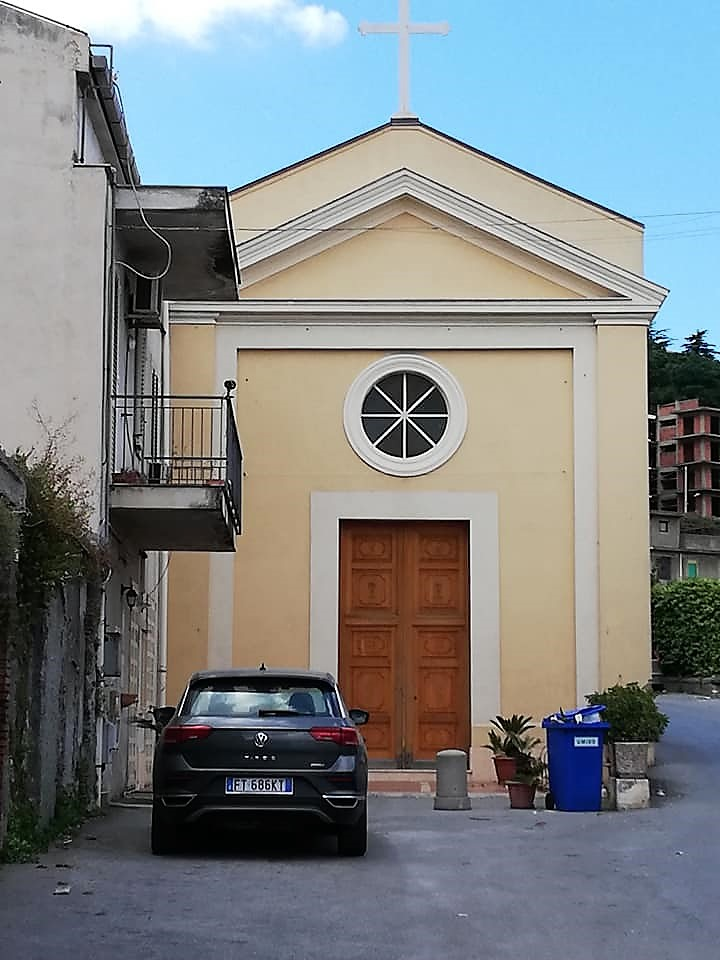
Chiesa di San Rocco Nasari
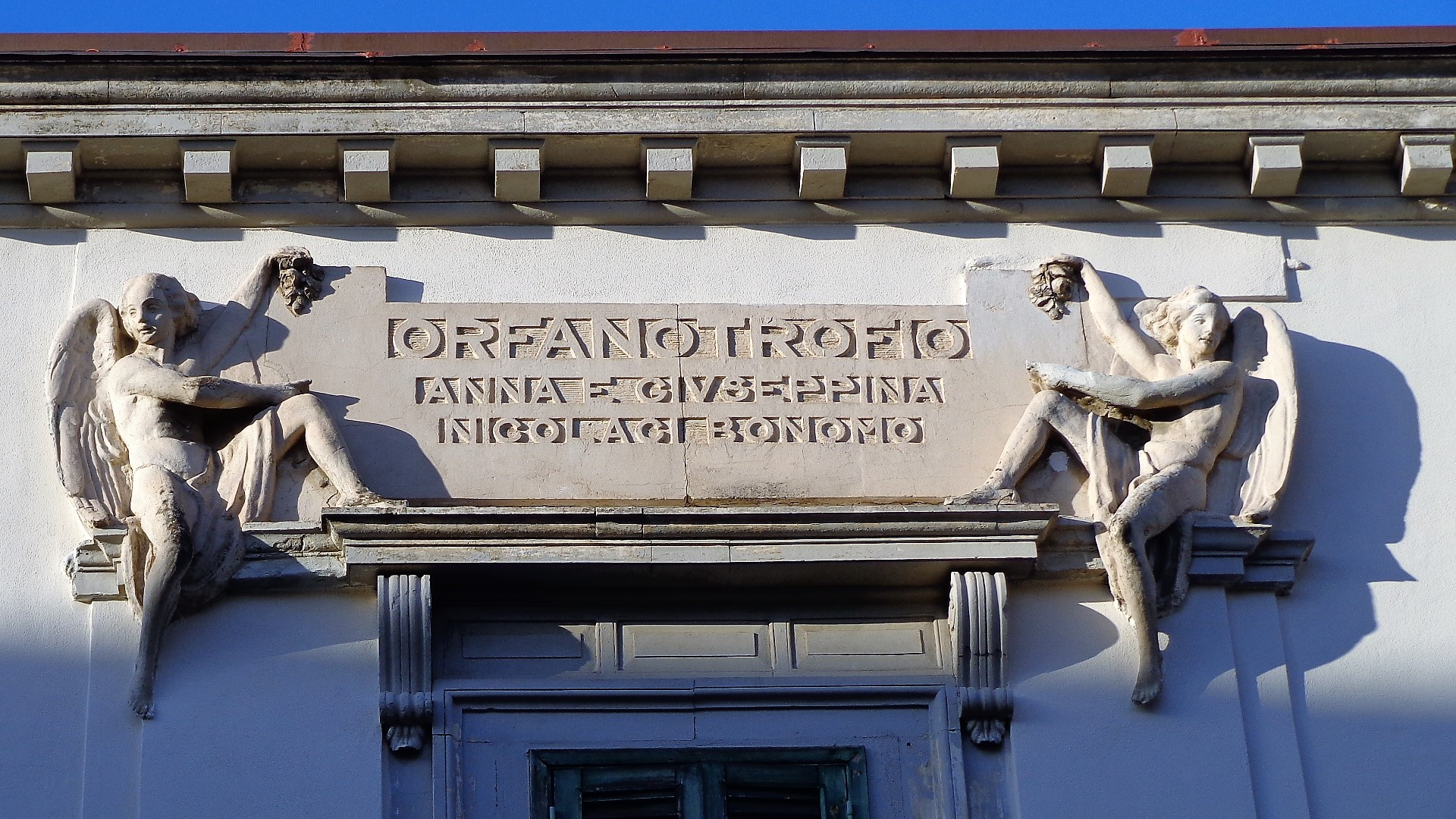
Orfanotrofio Nicolaci - Bonomo
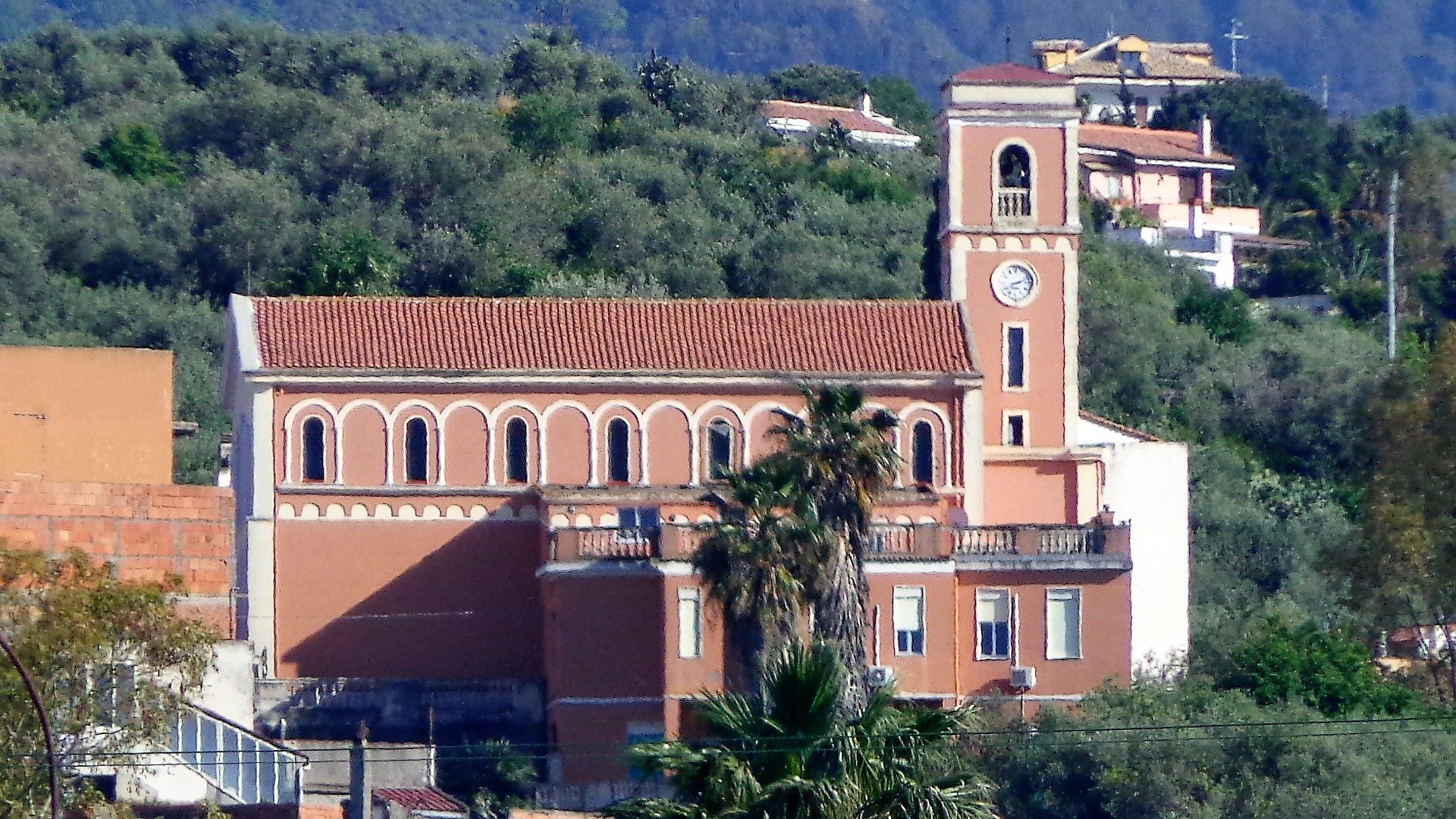
Chiesa di Santa Maria della Visitazione
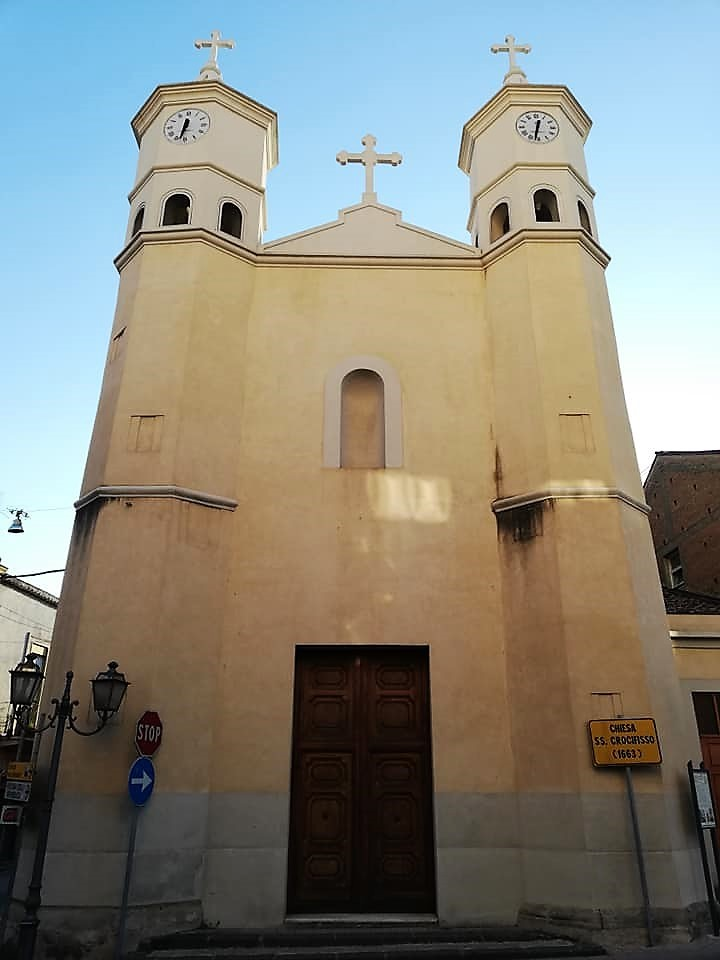
Chiesa del Santissimo Crocifisso

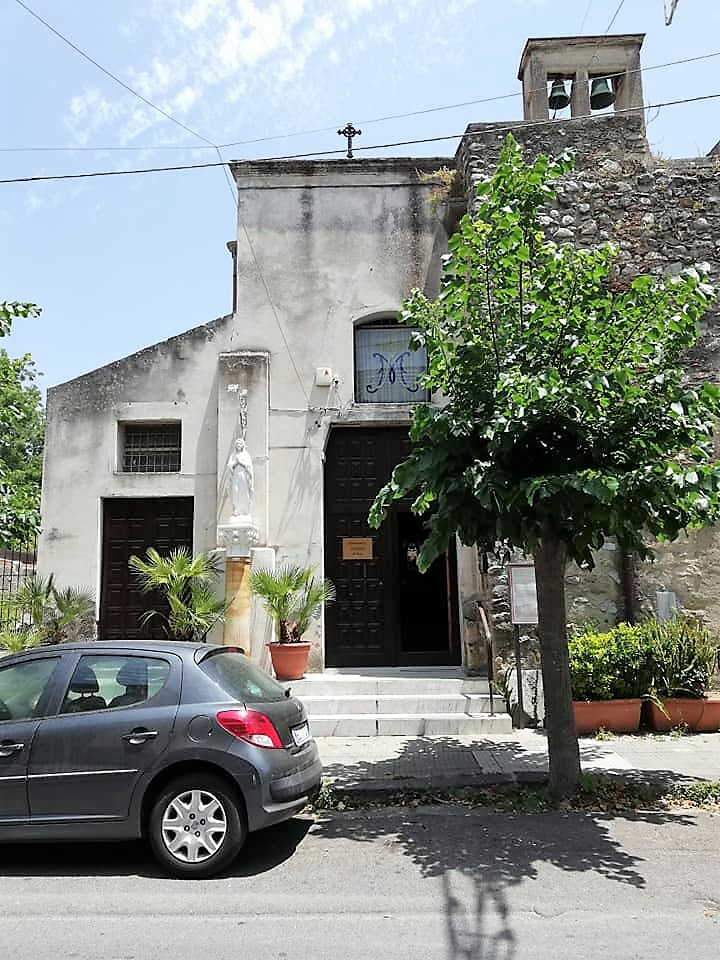
Oratorio delle Anime Purganti
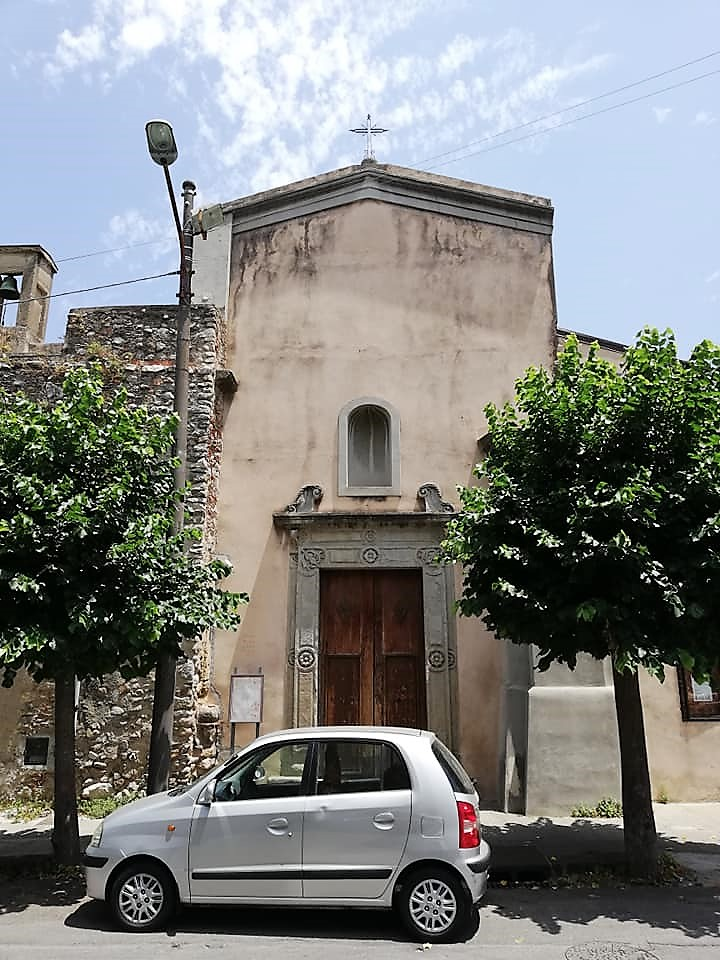
Chiesa di San Vito
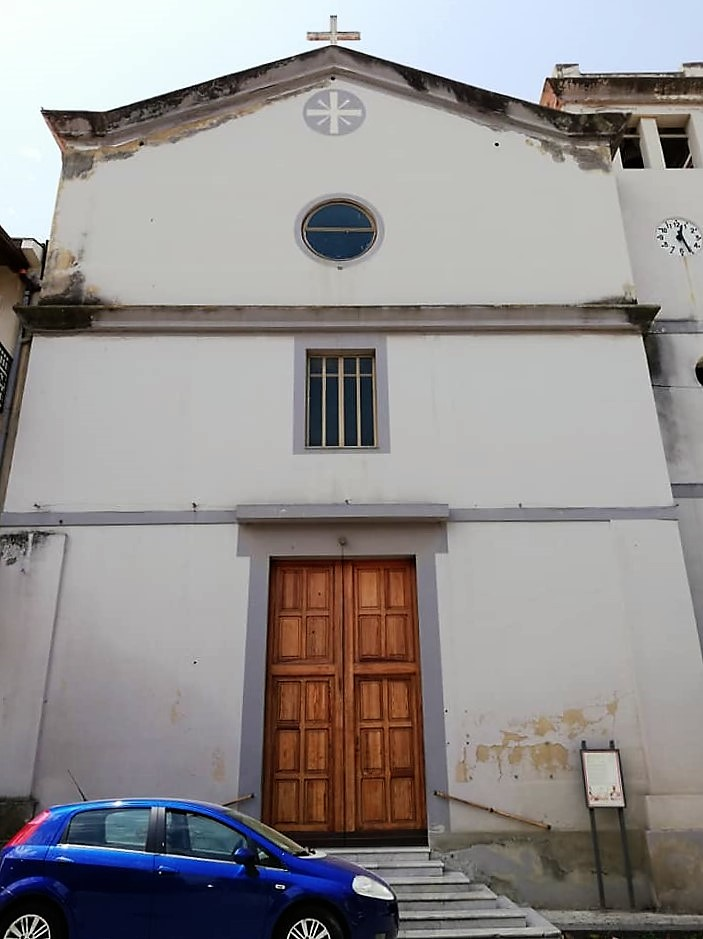
Chiesa di Gesù e Maria